# Un soir... Une scène
 (juin 2020).
Si vous disposez d'ouvrages ou d'articles de référence ou si vous connaissez des sites web de qualité traitant du thème abordé ici, merci de compléter l'article en donnant les références utiles à sa vérifiabilité et en les liant à la section « Notes et références ».

Un soir... Une scène est le premier album enregistré en public de Pierre Bachelet sorti en 1983 chez AVREP.
Il contient des extraits des concerts donnés à l'Olympia, à Paris, en 1982, à la suite de la parution de l'album Les Corons. Outre les titres dudit album, il reprend les single Emmanuelle et Elle est d'ailleurs qui ont lancé le chanteur, ainsi qu'une adaptation de son titre Je ne suis que de l'amour interprétée par Nicole Croisille dans la B.O. d'Histoire d'O.

## Liste des titres
| No  | Titre                    | Paroles          | Musique                     | Durée |
| --- | ------------------------ | ---------------- | --------------------------- | ----- |
| 1.  | Prisonnier d'un souvenir | Jean-Pierre Lang | Pierre Bachelet             | 3:02  |
| 2.  | Donne-moi la main        | Jean-Pierre Lang | Pierre Bachelet             | 2:59  |
| 3.  | Elle est d'ailleurs      | Jean-Pierre Lang | Pierre Bachelet             | 4:17  |
| 4.  | Sans amour               | Jean-Pierre Lang | Pierre Bachelet             | 3:53  |
| 5.  | Escapade                 | Jean-Pierre Lang | Pierre Bachelet             | 2:58  |
| 6.  | Souvenez-vous            | Jean-Pierre Lang | Pierre Bachelet             | 3:28  |
| 7.  | Emmanuelle               | Pierre Bachelet  | Pierre Bachelet - Hervé Roy | 3:25  |
| 8.  | Écris-moi                | Jean-Pierre Lang | Pierre Bachelet             | 2:39  |
| 9.  | Je ne veux que ton amour | Pierre Delanoë   | Pierre Bachelet             | 5:14  |
| 10. | Les Corons               | Jean-Pierre Lang | Pierre Bachelet             | 2:10  |